# پیدا کردن استیو مک‌کوئین
پیدا کردن استیو مککوئین (به انگلیسی: Finding Steve McQueen) فیلمی است در ژانر سرقت و هیجانی و محصول سال ۲۰۱۹ ایالات متحده آمریکا است. کارگردان فیلم مارک استیون جانسون است و فیلم‌نامهٔ آن را به اتفاق کن هیکسن و کیت شرن نوشته‌اند. تراویس فیمل، ریچل تیلور، فارست ویتاکر و ویلیام فیکنر در این فیلم به ایفای نفش پرداخته‌اند. داستان فیلم بر اساس سرقت بانک یونایتد کالیفرنیا و دستیابی به پول کثیف مرتبط با ریچارد نیکسون رئیس جمهور اسبق آمریکاست. فیلم در ۵ مارس ۲۰۱۹ در آمریکا اکران شد.